# Franz Wittenbrink
Franz Wittenbrink (* 25. August 1948 in Bentheim) ist ein deutscher Arrangeur, Komponist, Dirigent, Regisseur und Pianist.

## Leben
Wittenbrink wuchs als sechstes von dreizehn Kindern einer streng katholischen Bauunternehmer-Familie aus Bad Bentheim auf; er ist ein Neffe von Gertrud Goppel, der Gattin des ehemaligen bayerischen Ministerpräsidenten Alfons Goppel. Sein Vater war CDU-Stadtrat von Bad Bentheim. Mit neun Jahren kam er in das Musikinternat der Regensburger Domspatzen. Dort erhielt er Unterricht in Klavier, Violoncello, Orgel, Trompete, Tonsatz und Kontrapunkt. Er studierte Soziologie in Mannheim und Heidelberg und engagierte sich im SDS (Sozialistischer Deutscher Studentenbund), für den er 1969/70 in das Studentenparlament und den AStA der Universität (WH) Mannheim gewählt wurde. Er war Mitbegründer des KBW (Kommunistischer Bund Westdeutschland) in Heidelberg, für den er 1976 erfolglos bei der Bundestagswahl im Wahlkreis Mannheim I (mit der Berufsbezeichnung Fahrer) kandidiert. Nach seinem Ausschluss aus dem KBW im Jahr 1981 folgten Lehren als Klavierbauer und Maschinenschlosser sowie die Arbeit als Müllfahrer, Fernfahrer und Drucker.
Erst mit über 30 Jahren kehrte Wittenbrink Anfang der 80er Jahre als Keyboarder einer Band (Soul, Funk, Reggae, Jazz) wieder zur Musik zurück.
Vom Klavierhocker einer Bar direkt an ein Theater engagiert wurde er Komponist, Dirigent, Arrangeur, Regisseur, Interpret und musikalischer Leiter am Nationaltheater Mannheim. Es folgte eine Dozentur an der Opernklasse an der Musikhochschule Mannheim/Heidelberg. Anschließend arbeitete Franz Wittenbrink an Musiktheaterproduktionen und Liederabenden an verschiedenen Theatern, vor allem aber in Stuttgart und Basel. In den Spielzeiten 1993/94 bis 1999/2000 war Franz Wittenbrink Musikalischer Leiter am Deutschen Schauspielhaus Hamburg, wo ihn die Zusammenarbeit mit Herbert Wernicke sehr beeinflusste.
Im März 2010 berichtete Franz Wittenbrink in den TV-Sendungen Menschen bei Maischberger und ML Mona Lisa von Missbrauchstaten während seiner Zeit bei den Regensburger Domspatzen.
Er wohnt und arbeitet in Hamburg als freischaffender Künstler.

## Rezeption
Anlässlich seiner „Integrationsrevue“ mit dem Titel „Willkommen. Ein deutscher Abend“ urteilte Zeit online, Wittenbrink zeige eine wie gewohnt erstklassige Performance, habe das Stück zum Merkelschen „Wir schaffen das“ jedoch „ganz offensichtlich“ mit „Schaum vor dem Mund“ geschrieben: „So viel Schaum, dass ihm das Unterhaltungsmetier, das er seit zwanzig Jahren mit seinen sprichwörtlich gewordenen ‚Wittenbrinkabenden‘ routiniert beherrscht, zum Propagandatool gerät.“
Das Stück biete bewusst „Theater gegen Gutmenschen und Betroffenheit, Theater für Menschen, die Überfremdung fürchten, aber nicht als rechts oder gar Nazis beschimpft werden wollen“ und sei so „das erste Musical für AfD-Anhänger in Hamburg“.
Ganz anders beurteilte die dpa den Abend: "„Willkommen. Ein deutscher Abend“ von Franz Wittenbrink hat am Mittwochabend eine umjubelte Premiere im Hamburger St. Pauli Theater gefeiert. In dem knapp zweistündigen Liederabend erhalten Flüchtlinge, vertreten durch das Publikum, von sieben Schauspielern einen Schnellkurs in deutscher Kultur. Zu Wort kommen unter anderem ein Pfarrer, ein türkischer Installateur, eine Polizistin und auch eine Islamforscherin. Die Lieder reichen von Volksliedern wie „Froh zu sein bedarf es wenig“ über das Meistersingerfinale von Richard Wagner bis zum melancholischen „Die Gedanken sind frei“. Dabei gelingt es Wittenbrink, politisch unkorrekt den Finger in die Wunde zu legen und sowohl nach rechts als auch nach links auszuteilen."

## Arbeiten als Komponist und Arrangeur
- Die Fledermaus (Regie: Herbert Wernicke) – komplette Partitur für ein kleines Ensemble umgeschrieben (Flügel, Streichquartett, Flöte, Klarinette, Harmonium und Schlagwerk)
- Die Hochzeit des Don Alonso (Regie: Herbert Wernicke) – Verarbeitung von unbekannten spanische Operetten
- Schumachers Holiday – Musik komponiert
- Herr Puntila und sein Knecht Matti (Regie: Frank Castorf)
- St. Pauli Saga – Eine Kiez-Revue (Regie: Wilfried Minks) – erzählt die Geschichte eines Kiez-Königs von Kriegsende bis in die 60er Jahre
- Die Fledermaus (Regie: Frank Castorf) – Bearbeitung für zwei Konzertflügel und eine Jazz-Trompete (als Anti-Wiener Konzertinstrumente)
- Der kaukasische Kreidekreis (Regie: Stefan Bachmann) – Wittenbrink bewog die Brecht-Erben, die Originalmusik von Paul Dessau zu eliminieren und eine neue zu schreiben
- Der Untergang der Titanic (Regie: Anselm Weber) – Musik komponiert
- Der Zigeunerbaron (Regie: Herbert Wernicke) – musikalische Leitung
- Mahagonny – Orchesterbearbeitung (Elemente aus dem Song-Spiel und aus der Oper), von Schauspielern gesungen
- Zwei Krawatten von Georg Kaiser und Mischa Spoliansky – neue Orchesterfassung
- Die Leiche im Sack – Opernpersiflage von Franz Wittenbrink und Eberhard Streul – „ein ,Tatort‘ über alle ungesühnten Opernmorde und Gilda hört im Sack nicht auf zu singen“ – Arrangement von Opernzitaten (allein in 2,5 Minuten Ouvertüre sind 42 Ouvertüren und eine Fuge über das Tatort-Thema verarbeitet) – Aufzeichnung des NDR
- Ritter Eisenfraß von Jacques Offenbach – Kammerorchester-Fassung
- A Summer Nights Dream (Regie: Franz Wittenbrink) – Shakespeares „Sommernachtstraum“ 2002 beim Festival d’Aix-en-Provence ausschließlich mit Mozart-Zitaten, -Arien und -Ensembles
- Klavierabend als Theater, seit Oktober 2007 an verschiedenen Spielstätten (u. a. in Nürnberg) – die Geschichte zweier Pianistinnen, die Funtasten, die im Grunde ihre eigene Geschichte erzählen: Beide sind eigentlich auf der Suche nach einem Mann und diese Männer werden mit ihren Stücken beschreiben (spanische, russische Musik etc.). Es endet damit, dass sie nach einer Flasche Whiskey die Rhapsody in Blue vierhändig spielen.
- Eltern (Regie und musikalische Leitung: Franz Wittenbrink) – in einem musikalischen Abend begleitet Wittenbrink vier junge Paare auf ihrem Weg zum Eltern werden.

## Liederabend-Inszenierungen
- Alone together, 1987 Staatstheater Stuttgart – ein Édith Piaf/Judy-Garland-Liederabend. Soloabend, in dem die Schauspielerin zwischen den Charakteren gesprungen ist
- Fremd bin ich eingezogen, fremd zieh ich wieder aus, 1993 Deutsches Schauspielhaus Hamburg – Abend über die Fremdheit im eigenen Land, sowohl die Furcht vor ihr als auch ihre Attraktivität. Der Abend sollte zeigen, was „fremd“ überhaupt bedeutet
- Mondsüchtig, 1994 Deutsches Schauspielhaus Hamburg (mit Fernsehaufzeichnung) – handelt vom irritierten Verhalten der Menschen bei Vollmond
- Sekretärinnen, 1995 Deutsches Schauspielhaus Hamburg – der alltägliche Wahnsinn in einem Großraumbüro
- Komm, süßer Tod…, 1996 Deutsches Schauspielhaus Hamburg – dieser Abend beschreibt dem Menschen im Diesseits aus der Perspektive des Jenseits, dass es da drüben gar nicht so schlimm ist und der Tod sowieso zum Leben gehört
- Über die Verführung von Engeln in Hauseingängen, 1996/97 Nationaltheater Mannheim, Urfassung bereits 1991 am Stadttheater Basel – ein trauriger Abend über die Sehnsucht nach der großen und haltbaren Liebe und der Vergeblichkeit des Haltens
- Männer, 1997 Deutsches Schauspielhaus Hamburg, 2006 Wiederaufbereitung zur Fußball-WM als „Männer '06“ am Schauspielhaus Hannover und den Münchner Kammerspielen – Ein Abend über Fußball und vor allem seine Zuschauer in allen Generationen
- Die Comedian Harmonists, 1997 Komödie am Kurfürstendamm, Berlin in Zusammenarbeit mit dem Texter Gottfried Greiffenhagen; eine Urfassung entstand bereits 1988 ohne Greiffenhagen, nur anhand einer Biographie am Staatstheater Stuttgart (war dort als einmalige Veranstaltung geplant, wurde dann aber etwa 140-mal gespielt) – ein musikalisches Schauspiel über das Gesangsensemble Comedian Harmonists
- Denn alle Lust will Ewigkeit…, 1999 Salzburger Festspiele, Neuauflage 2007 für die Münchner Kammerspiele und 09/2009 für das Staatsschauspiel Dresden sowie 2010 für das Schauspielhaus Graz – Ein paar Frauen, in der Blüte ihrer Jugend, verfolgen eine merkwürdige Neigung: Mit Liedern von Pergolesi bis Meredith Monk, von Schubert und Mozart bis zu Kate Bush, Nina Hagen und den Beatles feiern sie den Tod als ein seltsam sinnenfrohes Fest, träumen und spielen ihn herbei. (Quelle: Hamburger Abendblatt)
- Nachtschicht, 2000 Deutsches Schauspielhaus Hamburg (mit Fernsehaufzeichnung) – nachts im Theater, wenn niemand mehr da ist und der Pförtner alles abgeschlossen hat, kommen die Theatergeister raus. (Die Zuschauer saßen hier auf der Bühne und die Schauspieler waren im Auditorium verteilt – deshalb durften auch nur jeweils 200 Zuschauer in die Vorstellungen)
- Pompes Funèbres, 2000 Burgtheater Wien – zwei Trauerfamilien, die den Tod zu verdrängen versuchen, zwei Totengräber („Entsorger“) und andere bei Beerdigungsvorbereitungen in Wien.
- Miles and more, 2000 Schauspielhaus Hannover – ein Abend über Reisende in einem Flugzeug, Menschen auf engstem Raum, die nichts miteinander zu tun haben
- Zigarren, 2001 Berliner Ensemble – ein Abend mit Musik über Macht und Sex, Ost und West, merkwürdige Übereinstimmungen zwischen scheinbar Gegensätzlichem: „Ich sehe die Zigarre im Mund von Clinton, ich sehe sie im Mund des Bundeskanzlers, auch bei Bertolt Brecht und Heiner Müller, bei Ludwig Erhard oder Fidel Castro… Der Titel ‚Zigarren‘ ist im Grunde ein Bild dafür, dass der eigentliche Impetus die Macht ist und nicht die Ideologie, die ist eher austauschbar.“ (Franz Wittenbrink)
- Die Welt wird schöner mit jedem Tag, 2001 Münchner Kammerspiele – anlässlich einer Ausstellungseröffnung treffen die engagierte Galeristin, der umworbene Mäzen, ein Prominentengroupie, der angestrengte Partylöwe und der jugendliche Kulturprovokateur aufeinander
- Am offenen Herzen, 2001 Schauspielhaus Hannover – ein Silvesterabend in der Notaufnahme
- Mütter, 2002 Düsseldorfer Schauspielhaus – Ort der Handlung ist ein Sandkasten, um den die Mütter sitzen, während ihre Söhne buddeln. Die Mütter sind mit sich selbst beschäftigt, mit ihren Geschichten, Sorgen, Plänen, und übersehen dabei ganz, dass diese Sandeljungs einmal die Männer, die Machos werden, um die sich viele ihrer Gedanken und Gefühle drehen
- Metamorphosen, 2003 Münchner Kammerspiele – das endlos streitende Ehepaar im Hinterhaus, die alte Frau, die mit den Vögeln spricht, der schäbige kleine Dealer und Autoschieber – Allzubekanntes und Allzuvertrautes aus der Nachbarschaft. In diesem Liederabend spielt der Reiz des Wiedererkennens des vermeintlich Fremden und die Überraschung über die Verwandlung des Vertrauten in Ungewohntes eine große Rolle: Da klingt Mozart plötzlich rockig und Beatles-Songs werden zum Madrigal
- Les Adieux, 2003 Hamburger Kammerspiele – ein Abend über das Abschied-Nehmen und den Neubeginn im Wartesaal eines Bahnhofs
- Brüder – Zur Sonne – Zur Freiheit, 2004 zunächst bei den Ruhrfestspielen und dann am Schauspielhaus Hannover – Dieser „Arbeiterliederabend“ erzählt von der Wichtigkeit der Arbeiterklasse in der Opposition und dem Blutvergießen, wenn sie in der Geschichte (z. B. in China und Russland) an die Macht kam
- Mozart Werke Ges.m.b.H. – Alles zu Mozart! Mozarts Werk und Mozartkugeln, 2004 Burgtheater Wien – Eine Salzburger Fremdenführerin zeigt einer Gruppe fotografierender Japaner die Mozartkugelfabrik
- Die Farbe Rot – ein Abend über Bertolt Brecht, 2005 Berliner Ensemble – ein Abend über das Privatleben und die Frauen Bertolt Brechts
- Kein schöner Land, 2005 Münchner Kammerspiele – überwiegend junge Menschen gestalten in einem Biergarten einen Abend über die Heimat: Menschen, Orte, Bräuche oder eben auch die Sprache und die Musik selbst
- Im Hirn spukt mir ein Märchen wunderfein, 2006 Schauspielhaus Hannover – die Geschichte des nur schwer greifbaren und widersprüchlichen Lebens von Heinrich Heine
- Lust, 2006 St.-Pauli-Theater Hamburg – im käuflichen Milieu einer Tabledance-Bar kommen die zu Wort, die gar nicht käuflich, sondern eigentlich unsichtbar sind. Denn sie arbeiten morgens und stehen nicht im Rampenlicht: Das sind die fünf Frauen einer Putzkolonne
- Vatertag – eine musikalische Reise in die Verzweiflung, 2006 Thalia Theater (Hamburg) – Es ist Vatertag. Und Mann feiert sich. Dafür was er ist, was er schon immer war, oder immer schon sein wollte
- Café Amazonien, 2007 St.-Pauli-Theater Hamburg – in einem Café irgendwo im Nirgendwo Hamburgs treffen Charaktere aufeinander, die unterschiedlicher nicht sein könnten: Eine Schlachterfachgehilfin, eine Prostituierte, eine dominante Chefin und ihre Tochter, drei Nonnen… (von Wittenbrink betreute Produktion der Hamburg School of Music)
- Hallo Deutschland – Ein Platzkonzert, 2008 Schauspielhaus Hannover – ein öffentlicher Platz in Deutschland, eine innerstädtische Hochhaussiedlung im Hintergrund, ein Kiosk, eine Treppe, ein Versammlungsort, eine kleine Bühne. Offenbar ein Stadtteilfest. Heute trifft sich hier, was nicht zusammengehört: die Lokalpolitikerin und der Stadtstreicher, die Jugendlichen, die an der U-Bahn abhängen, die Kioskfrau, der Geschäftsmann, die Studenten. Bei all diesem Gerede und Geraune in Magazinen und Plaudershows über Export- und Fußballweltmeisterschaft, über Heimatgefühle, Hausfrauenkarrieren, Pisa-Studie, Prügelkids, Integration, Koalition, ’68 und ’89 entsteht immer wieder der Eindruck, dass das Deutsch-Sein und das In-Deutschland-Sein vor allem eins ist: irre kompliziert
- Nix wie weg!, 2008 Schauspielhaus Graz – der Hauptplatz: Treffpunkt der Besucher und Bewohner dieser Stadt, ein Ort, an dem sich Einsame und Kontaktfreudige, Verlorene und Gestrandete treffen. Ein Würstelstand ist sein geheimes Gravitationszentrum, um ihn herum spielen sich große Geschichten und kleine Dramen ab, alles auf der Suche nach den Sehnsüchten der Jugend, den Träumen der Alten und den Wünschen von uns allen.
- Nacht-Tankstelle, 2008 St.-Pauli-Theater Hamburg – Ein „Weihnachtsmärchen für Erwachsene, ein hinreißendes Kiez-Krippenspiel“ (Hamburger Abendblatt) vor der, nach Vorbild der benachbarten Taubenstraße fast originalgetreu rekonstruierten Esso-Kulisse
- Und Tschüss! – Ein Schlussakkord, 2009 Schauspielhaus Hannover – Im Jahr 2000 ist beim hannoverschen Liederabend „Miles and More“ (s. o.) ein Flieger gestartet – und seither nicht mehr gelandet. Nun ist das Geheimnis dieses Fluges gelüftet: es hat eine Bruchlandung im „Paradies“ gegeben. Unter den Palmen einer Insel – vermutlich ganz in der Nähe von Fidschi – macht sich unter den gestrandeten Passagieren die Langeweile breit. Teils träumen sie von früher, teils gehen sie sich auf die Nerven, auf einmal fällt ein Gorilla in das Lager ein und es bahnen sich zwischenmenschliche Beziehungen an – oder auch nicht… Mit diesem Liederabend verabschiedet sich Wittenbrink von seinem hannoverschen Publikum und so beinhaltet dieser Abend (nicht nur aber auch) in Wiedersehen mit vielen Stücken der sieben in dieser Stadt uraufgeführten Programme
- So leben wir und nehmen immer Abschied, 2009 Burgtheater Wien – Mit diesem Titel aus Rainer Maria Rilkes „Duineser Elegien“ schließt sich Wittenbrink der Abschieds-Thematik der letzten Premieren des Burgtheaters an. Wenn es in der Hälfte aller Schlager, Chansons, Popsongs und Volkslieder darum geht, das zwei sich finden, dann sitzt in der anderen Hälfte der Musikgeschichte einer oder eine plötzlich allein da. Und je nach Temperament, Milieu und Vorgeschichte heißt's dann zum „Abschied leise Servus“ oder „Baba und fall' ned“ – aber „Wer wird denn weinen, wenn man auseinandergeht…?“ Die Figuren dieses Abends haben alle einen Abschied hinter sich: vielleicht einen kleinen alltäglichen, vielleicht einen gewollten und ganz grundsätzlichen oder den letzten großen. Oder sie sind einfach nur abgehauen…
- Die Lobbyisten, Dezember 2009 Staatsschauspiel Dresden – die Lobbyisten sind die Bewohner einer Hotel-Lobby, und dort leben sie schon sehr, sehr lange. Am Empfangstresen ruht sanft der Concierge, neue Gäste begrüßt dieses seltsame Hotel schon seit vergessenen Tagen nicht mehr; es ist still aus der Zeit gefallen, und da liegt es nun verträumt und versunken. Der Liftboy ist längst seiner Uniform entwachsen, neben ihm schaukelt müde das Schild mit der Aufschrift „Außer Betrieb“. Aus der Küche dringt kein Laut, nur ab und zu sieht man im Sichtfenster der Schwingtür das Gesicht des Kochs, der schaut, ob nicht doch ein Gast sich einmal verirre. Und die schräge kleine Schar der Dauergäste hat man längst zum lebenden Inventar ernannt. So sitzen die Lobbyisten und trösten sich mit Musik. „Wir sitzen so fröhlich beisammen und haben einander so lieb“, singen sie, träumen von „Love in an elevator“ oder sind sich sicher: „Jetzt kommen die lustigen Tage“. Und dann geschieht tatsächlich etwas. Die Lobbyisten bekommen Besuch – und plötzlich ist alles ganz anders
- Eh wurscht, November 2010, Theater in der Josefstadt – am Würstelstand treffen Studenten auf Millionäre, Touristen auf Einheimische und Arm auf Reich. Am Premierenabend saß Franz Wittenbrink selber am Klavier.
- Koninginnenacht, April 2012, Nationale Toneel, Den Haag (NL)
- Männer am Schauspiel Köln, ein Fußball-Liederabend (Uraufführung 25. Oktober 2012) in der EXPO XXI
- Forever Young, 2013 Theater in der Josefstadt – fünf betagte Herren im Caféhaus sinnieren flankiert von drei jüngeren Damen, über die Welt, das Leben und die Liebe. Ein Liederabend voller Leidenschaften, Turbulenzen und Melancholie zwischen Bar und Bahre.